# Inversions (revista)
Inversions fue una revista francesa dedicada al público homosexual, publicada entre 1924 y 1926. La segunda de su tipo en Francia, siendo la primera Akademos, editada por Jacques d'Adelswärd-Fersen.

## Creación
En la Francia de Entreguerras no hubo un movimiento equivalente al alemán, en parte porque la homosexualidad era legal, aunque perseguida, y porque el modelo de estado Francés de «república universal» sólo reconocía al individuo. La idea de la homosexualidad estaba dominada por el Corydon (1924) de André Gide, que defendía una pederastía elitista e intelectual, en contraposición a la idea del «invertido» que dominaba en Alemania.
Sin embargo, sí que existió una revista dedicada al público homosexual siguiendo el modelo alemán: Inversions («Inversiones»), creada por Gustave Beyria (1896-?), un oficinista soltero, y Gaston Lestrade (1898-?), un cartero que vivía con su pareja, Adoplhe Zahnd. Ninguno de los dos estaba relacionado con el ambiente homosexual de París o las élites intelectuales y artísticas, y tampoco con la comunidad médico o algún otro colectivo de lucha por la reforma sexual o los derechos de homosexuales.

## Trayectoria
La revista se publicaba de forma anónima en «1 Rue de Bougainville». El primer número salió a la venta el 15 de noviembre de 1924, con un precio de 1,50 FF, una fortuna para la época. A pesar del precio, la revista podía comprarse en quioscos de prensa o por suscripción, siendo enviada en un sobre discreto. 
Inversions se describía a sí misma como una «revista para homosexuales y no sobre homosexuales», «la única publicación [en Francia] que se dedica en su totalidad a la defensa de los homosexuales». Su fin declarado era educar al público sobre la homosexualidad y permitir el acceso a los homosexuales al discurso público y al conocimiento propio. Rechazaban la consideración del homosexual como inferior o anormal. El modelo de la revista se inspiraba en la antigüedad griega, a imagen de la revista alemana Der Eigene de Adolf Brand. Algunos autores de círculos homosexuales, como Camille Spiess, escribieron para la revista, pero en general, los grandes autores e intelectuales permanecieron ajenos. También publicaron colaboraciones de miembros del Comité Científico Humanitario, como Magnus Hirschfeld, que apoyaban la teoría del tercer sexo.
El primer número incluía un artículo sobre el juicio de Oscar Wilde, otro sobre la «inversión» en las palomas, una recensión de un libro y una pequeña sección de contactos que desapareció en el n°2. Para el número tres se quiso cambiar el nombre por Urania, más discreto, pero no se llevó a cabo porque ya estaba en marcha una denuncia por ofensas a la moral pública, realizada el 13 de octubre de 1926. A pesar de la prohibición, consiguieron publicar un quinto número bajo el nombre de L'Amitié, que incluía un artículo de Ch. Waldecke y otro de Adolf Brand.

## Desaparición
El número cuatro trató la denuncia y preguntó a los lectores lo que opinaban de ella. Varias personalidades públicas, como Suzanne de Callias, Claude Cahun, Henry Marx, Havelock Ellis, Camille Spiess y George Pioch, se manifestaron a favor de la revista, pero fue inútil. La revista fue finalmente prohibida sin grandes aspavientos, Beyria, el editor, fue condenado a 10 meses de cárcel y 200 FF de multa; Lestrade, el redactor, fue condenado como cómplice a 6 meses de cárcel y una multa de 100 FF. El juez, que realizó el juicio a puerta cerrada, debido a los peligros para el orden y la decencia pública, mencionó en su sentencia condenatoria el artículo 81 de la Constitución francesa de 1848. La apelación fue rechazada por el Tribunal Supremo de París el 31 de marzo de 1927.
Otras revistas atacaron Inversions con los típicos argumentos homófobos: la homosexualidad no era más que era una «gangrena anglosajona», que no tenía nada que ver con la tradición heterosexual francesa; o bien, comentaban sus sospechas de que era un instrumento de Alemania.